# جامع أبي الفداء

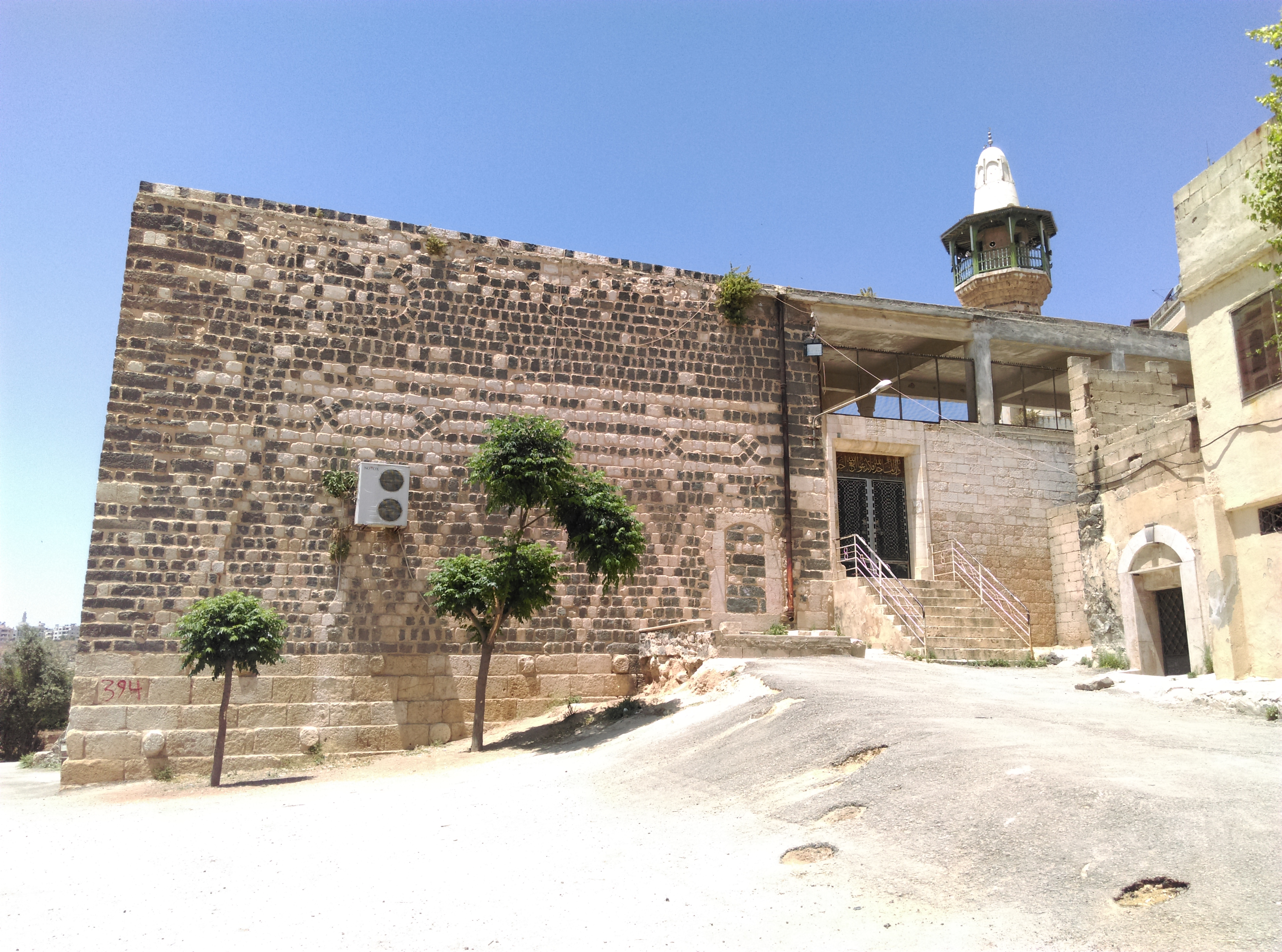
جامع أبي الفداء في مدينة حماة - سوريا

جامع أبي الفداء أو جامع الدهشة أو جامع الحيايا بناه الملك أبو الفداء في مدينة حماة ويقع في محلة باب الجسر على الضفة الشمالية نهر العاصي،  وكان البناء في عام 727هـ / 1326م وتُزين واجهة الحرم فسيفساء صدفية بأشكال زخرفية وفي الجامع عامود رخامي مزدوج بين النافذتين الجنوبيتين تتشابك في زواياها الأربع أفاع ٍ ثمان ٍ تُشكل بالتفافها تضفيراً جميلاً ولهذا أطلقت العامة على المسجد اسم جامع الحيايا.

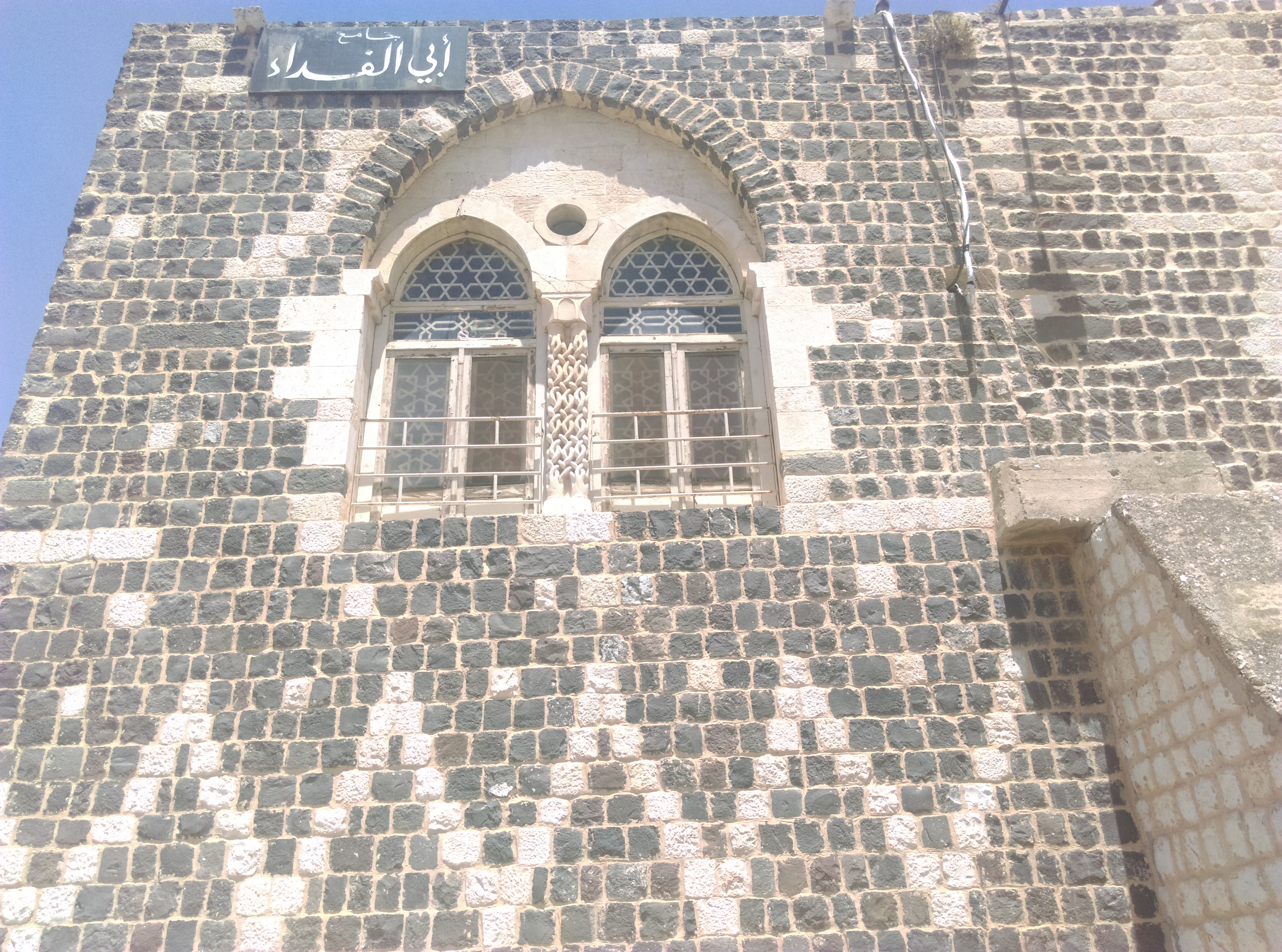
العمود الرخامي بين النافذتين الجنوبيتين

وهناك كتابات أثرية تؤرخ البناء ونسب الباني:
قام أبي الفداء بتشييد ضريح له في شمالي جامعه وشيد فوقه قبة وبجانبها مئذنة مثمنة
تعرض الجامع إلى بعض التخريب في مجزرة حماة عام 1982م  وأيضاً في عامي 2011 و 2012 

## الشكل العام وبناء الجامع
يأخذ بناء الجامع شكلاً مستطيلاً باتجاه شمال-جنوب، وقد شُيّد باستخدام الحجر البازلتي والكلسي. وتتميّز واجهاته الخارجية بمداميك ذات تشكيلات هندسية بارزة. كان للجامع أربعة مداخل، لم يتبقَّ منها سوى اثنين: أحدهما في الجهة الشمالية، وهو من الأبواب الأصلية، ويُفضي إلى داخل الجامع بعد النزول عبر درجات حجرية عريضة؛ أما الآخر فهو باب مستحدث في الجهة الشرقية. كما تظهر بقايا باب مسدود في الجهة نفسها، كان مخصصًا لدخول النساء. 

## الصحن والرواق والضريح
يتوسط الجامع صحن واسع محاط برواق من ثلاث جهات، محمول على أعمدة دائرية. وعلى يمين المدخل الشمالي، يقع ضريح الملك أبي الفدا داخل غرفة متوسطة الحجم مشيدة بالحجر الكلسي، ومغطاة بقبة مبنية من الآجر، ذات رقبة مضلعة تحتوي نوافذ. تتكوّن القبة من أربع وعشرين ضلعًا، وفق الطراز الأيوبي المنتشر في دمشق وحلب وحماة. 
في وسط الضريح توجد تركيبة رخامية مغطاة بغطاء خشبي مزخرف بزخارف هندسية، وقد نُقشت على محيطها آية الكرسي مع البسملة، وثلاثة أسطر بالخط النسخي، جاء فيها:
"هذا ضريح العبد الفقير إلى رحمة ربه الكريم إسماعيل بن علي بن محمود بن محمد بن عمر شاهنشاه بن أيوب، عمرا في شهور سنة سبع وعشرين وسبع مائة."
ويُذكر أن أبا الفدا توفي سنة 732هـ، أي أن تاريخ النقش يسبق وفاته، وهو ما يُعد أمرًا لافتًا.

## المئذنة
تتصل القبة من الجهة الغربية بمئذنة ذات قاعدة مربعة، بنيت من الحجر الكلسي الأبيض والحجر البازلتي الأسود بتوزيع غير منتظم، وهو أسلوب بناء يميز مدينة حماة.

## روابط خارجية
- مديـــنة حمــــــاة جامــــــع أبـــــي الفــــــداء على يوتيوب
- لمحة تاريخية عن أربعة جوامع أثرية في حماة
- جامع أبي الفداء بمدينة حماة ( بالشرح والصور )
- المعالـم الأثرية والتاريخية في مدينة حماة
- اكتمال ترميم جامع أبي الفداء التاريخي في حماة